# نیکل اشمید
نیکل اشمید (انگلیسی: Nickel Ashmeade؛ زادهٔ ۷ آوریل ۱۹۹۰) یک دونده اهل جامائیکا است. از افتخارات وی میتوان به کسب مدال طلا ۴×۱۰۰ متر امدادی در مسابقات جهانی ۲۰۱۳ و ۲۰۱۵ اشاره کرد.